# Mario Šoštarić
Mario Šoštarić (* 25. November 1992 in Slovenj Gradec) ist ein slowenisch-kroatischer Handballspieler.
Der 1,93 m große und 87 kg schwere Linkshänder wird zumeist auf Rechtsaußen eingesetzt.

## Vereinslaufbahn
Mario Šoštarić begann seine Profikarriere 2009 bei RK Gorenje Velenje. Mit Velenje erreichte er das Achtelfinale im EHF-Pokal 2009/10 und das Viertelfinale in der EHF Champions League 2010/11. Anschließend spielte er für zwei Jahre bei RK Branik Maribor, mit dem er bis in das Viertelfinale im EHF Challenge Cup 2011/12 und im EHF-Pokal 2012/13 vorstieß. Ab 2013 lief er wieder für Velenje auf. In der EHF Champions League 2013/14 qualifizierte er sich erneut für das Achtelfinale. Seit der Saison 2016/17 steht er beim ungarischen Erstligisten Pick Szeged unter Vertrag. Mit Szeged gewann er 2018, 2021 und 2022 die ungarische Meisterschaft sowie 2019 und 2025 den ungarischen Pokal.

## Auswahlmannschaften
Mario Šoštarić durchlief alle Junioren-Auswahlmannschaften Sloweniens und gehörte stets zu den besten Torschützen. Bei der U-18-Europameisterschaft 2010 traf er 35-mal. Bei der U-19-Weltmeisterschaft 2011 war er fünftbester Turniertorschütze mit 53 Toren und wurde ins All-Star-Team gewählt. Bei der U-20-Europameisterschaft 2012 erzielte er 44 Tore und gewann die Bronzemedaille, zusätzlich wurde er erneut in das All-Star-Team gewählt. Bei der U-21-Weltmeisterschaft 2013 traf er 45-mal und wurde Neunter.
Für die slowenische A-Nationalmannschaft bestritt er 36 Länderspiele, in denen er 69 Tore erzielte. Nachdem er am 25. Januar 2020 im verlorenen Spiel um Bronze bei der Europameisterschaft 2020 sein letztes Spiel für Slowenien bestritten hatte, ist er nach einer dreijährigen Frist ohne Länderspieleinsatz seit dem 25. Januar 2023 für die kroatische Nationalmannschaft spielberechtigt. Er stand im erweiterten Aufgebot für die Weltmeisterschaft 2023. Am 8. März 2023 gab er sein Debüt für Kroatien bei der 27:32-Niederlage gegen die Niederlande. Bei der Weltmeisterschaft 2025 warf Šoštarić 34 Tore in neun Partien und gewann mit Kroatien die Silbermedaille. Zusätzlich wurde er in das All-Star-Team der WM gewählt.